# Újcsanálos
Újcsanálos là một thị trấn thuộc hạt Borsod-Abaúj-Zemplén, Hungary. Thị trấn này có diện tích 12,18 km², dân số năm 2010 là 879 người, mật độ 72 người/km².